# A Salty Dog (canción)
«A Salty Dog» es una canción de la banda británica de rock progresivo Procol Harum, compuesta por Gary Brooker y Keith Reid y publicada como sencillo principal del álbum A Salty Dog de 1969.

## Composición
La letra fue escrita por Keith Reid y la música compuesta por Gary Brooker. La lírica de Reid describe a los marineros navegando por aguas desconocidas. El arreglo de cuerdas guarda ciertas similitudes con la música de Frédéric Chopin. Keith Reid ha comentado en más de una ocasión que se trata de una de sus canciones favoritas.

## Listas de éxitos
| LIsta (1969)  | Posición |
| ------------- | -------- |
| Reino Unido   | 44       |
| Canadá (1972) | 84       |

## Versiones
La canción fue interpretada por Marc Almond en su álbum de 1986 A Woman's Story y por Transatlantic en el disco The Whirlwind, donde es cantada por el baterista Mike Portnoy. Styx realizó una versión en su álbum Big Bang Theory (2005) con Lawrence Gowan como vocalista.